# Cangkring Rembang
Cangkring Rembang is een bestuurslaag in het regentschap Demak van de provincie Midden-Java, Indonesië. Cangkring Rembang telt 2452 inwoners (volkstelling 2010).